# ベスト・ロジスティクス・パートナーズ
株式会社ベスト・ロジスティクス・パートナーズ（英: Best Logistics Partners Corporation）は、東京都文京区に本社を置く物流会社。

## 概要
2024年11月1日に設立。2025年4月1日に三菱食品から分割された物流事業を継承した。

## 事業所
- 本社
- 北海道拠点
- 東北拠点
- 中部拠点
- 関西拠点
- 中四国拠点
- 九州拠点